# Bureau de services juridiques des pensions
Le Bureau de services juridiques des pensions (BSJP) est une direction semi-indépendante du ministère des Anciens Combattants, également désigné Anciens Combattants Canada (ACC). En place sous une forme ou une autre depuis le 1er octobre 1930, il fournit des conseils et une représentation juridique aux vétérans canadiens et aux membres de la Gendarmerie royale du Canada dans le cadre d’appels devant le Tribunal des anciens combattants (révision et appel) concernant les décisions d’Anciens Combattants Canada à l’égard de leur demande de pension et de prestations d’invalidité.

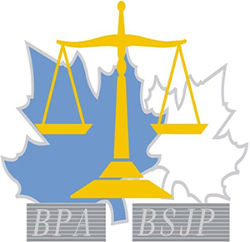
Logo du BSJP

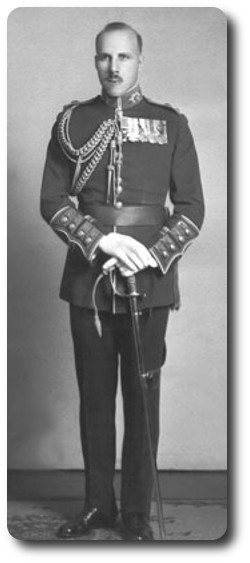
Colonel C. Beresford Topp, CBE, DSO, MC. Le premier chef avocat-conseil des pensions 1930-1943, et 1945-1955

## Mandat
Le Bureau de services juridiques des pensions offre gratuitement aux vétérans et aux membres actifs des Forces armées canadiennes, aux membres de la Gendarmerie royale du Canada, aux anciens membres de la marine marchande du Canada, ainsi qu’aux membres admissibles des familles, des conseils et une représentation juridiques devant le Tribunal des anciens combattants (révision et appel) du Canada (TACRA) pour des décisions du ministère des Anciens Combattants à l’égard des prestations pour maladie ou invalidité suivantes : pension d’invalidité, indemnité pour blessure grave, taux d'indemnité supplémentaire pour douleur et souffrance  et allocation d’incapacité exceptionnelle, ainsi que les prestations de soutien du revenu suivantes : pension de survivant et allocation aux anciens combattants. 
Les avocats, aussi appelés « avocats-conseils », et le personnel de soutien du BSJP aident les clients à se préparer pour les audiences de révision, d’appel ou de réexamen devant le TACRA. Compte tenu de leur expérience en matière de pension et d’invalidité, les avocats du Bureau sont considérés comme des spécialistes du domaine des demandes de pension et d’indemnité. Plus de 98 % des personnes qui comparaissent devant le TACRA sont représentées par des avocats du BSJP. Ces derniers ne sont pas des employés du TACRA. Avant d’interjeter appel d’une décision devant le TACRA, les avocats du BSJP peuvent, s’il y a lieu, aider les clients à faire examiner leurs décisions au niveau des audiences de révision du ministère. 
Le BSJP a été constitué sous le régime du paragraphe 6.1(1) de la Loi sur le ministère des Anciens Combattants.

## Legs du Bureau de services juridiques des pensions pour l’amélioration des lois et des politiques sur les prestations d’invalidité des vétérans et des membres de la GRC au Canada
Grâce à la représentation de ses clients vétérans et ex-membres de la GRC, le Bureau des services juridiques des pensions a contribué à l’évolution des lois et des politiques liées aux prestations d’invalidité pour les ex-militaires et ex-membres de la GRC au Canada. Dans certains cas, le Bureau était très en avance sur son temps, ayant proposé des interprétations qui sont plus tard devenues des normes reconnues au sein de la société canadienne, notamment dans les domaines suivants :
- Égalité des genres (y compris la remise en question des perceptions traditionnelles de questions liées au harcèlement)
- Égalité pour la communauté LGBT (y compris l’admissibilité aux prestations pour les couples de même sexe)
- Santé mentale (présentation d’arguments au sujet du syndrome de stress post traumatique avant que ce dernier ne devienne un diagnostic reconnu à part entière)
- Expansion des critères d’admissibilité au titre d’« ancien combattant »
- Clarification de la définition du terme « en service » pour les besoins d’admissibilité aux prestations d’invalidité
- Avancement du droit aux prestations pour les survivants d’anciens combattants

## Lois pertinentes
Le Bureau de services juridiques des pensions a été créé et fonctionne en vertu de la Loi sur le ministère des Anciens Combattants et de la Loi sur le Tribunal des anciens combattants (révision et appel). Les avocats du BSJP s’efforcent d’obtenir des avantages pour les clients vétérans et les membres admissibles de leur famille en vertu de la Loi sur les pensions, de la Loi sur le bien-être des vétérans et de la Loi sur les allocations aux anciens combattants. Les avocats du BSJP travaillent également au nom des membres de la Gendarmerie royale du Canada et des membres admissibles de leur famille, qui reçoivent des prestations en vertu de la Loi sur les pensions seulement.

## Partenaires
Le Bureau de services juridiques des pensions entretient d’étroites relations de travail avec la Légion royale canadienne (LRC), notamment en ce qui concerne la formation des agents d’entraide de la LRC ainsi que la co-représentation de nombreux clients devant le Tribunal des anciens combattants (révision et appel). Le BSJP collabore également avec le Bureau de l’ombudsman des vétérans pour résoudre des cas complexes et discuter des approches stratégiques en matière d’avantages destinés aux vétérans. De plus, le Bureau collabore avec Prestation des services à Anciens Combattants Canada afin de prendre en charge des dossiers du processus de recours du TACRA et de les renvoyer au Ministère, dans la mesure du possible, afin de régler les dossiers rapidement. Le BSJP entretient également des relations de travail avec les Forces armées canadiennes par l’entremise de l’agent de liaison ACC-FAC et avec la Gendarmerie royale du Canada par l’entremise de l’agent de liaison GRC-ACC, et collabore à des initiatives de formation ainsi qu’à des dossiers complexes. 

## Services offerts
Les demandeurs qui sont insatisfaits de la décision rendue par le ministère des Anciens Combattants à l’égard de leur demande de pension ou d’indemnité d’invalidité peuvent solliciter les services du Bureau de services juridiques des pensions. Un avocat du BSJP examinera le dossier du client et pourrait lui offrir l’un des conseils énoncés ci-dessous.
Demander une révision ministérielle
L’avocat recommande une révision ministérielle. Dans ce cas, le client peut avoir omis de joindre à la demande présentée au ministère un document ou un élément de preuve qui pourrait aider ce dernier à lui octroyer la pension ou l’indemnité demandée. L’avocat aidera le client à fournir les renseignements au ministère.
Accepter la décision du ministère
L’avocat recommande de ne pas en appeler parce que la décision rendue par le ministère lors de la première demande du client semble correcte. Peu importe la recommandation de l’avocat de demander ou non une révision ministérielle, le client a le droit absolu (en l’absence de fraude ou de questions d’éthique) de demander à l’avocat d’aller de l’avant, s’il le souhaite.
Demander une révision par le TACRA
L’avocat recommande de demander une audience de révision devant le Tribunal des anciens combattants (révision et appel). L’avocat préparera une plaidoirie et la présentera devant un comité de deux membres. En cas de décision partagée, c’est-à-dire lorsqu’un membre est d’accord et que l’autre de l’est pas, la question sera tranchée en faveur du client. À ce niveau, le client peut comparaître en personne (au frais du ministère) et témoigner de vive voix, avec l’assistance de son avocat du BSJP. Peu importe la recommandation de l’avocat de demander ou non une audience de révision, le client a le droit absolu (en l’absence de fraude ou de questions d’éthique) de demander à l’avocat d’aller de l’avant, s’il le souhaite.
Interjeter appel auprès du TACRA
L’avocat recommande de demander une audience d’appel devant le Tribunal des anciens combattants (révision et appel). L’avocat préparera et présentera des observations par écrit (qui peuvent parfois aussi être présentées de vive voix) à un comité formé de trois membres. Les membres du comité d’appel ne tiennent pas compte des éléments de preuve qui n’ont pas déjà été présentés à l’étape de la révision. Ils traitent plutôt de toute erreur de droit ou de fait que le Tribunal aurait pu commettre à l’étape de la révision. Les erreurs de droit ou de fait peuvent comprendre, par exemple, une mauvaise interprétation de la loi ou l’omission de tenir compte convenablement de la preuve présentée. L’avocat remettra au client une copie de ses observations écrites avant l’audience. Seulement deux des trois membres du comité doivent trancher en faveur du client pour que la pension ou l’indemnité d’invalidité soit accordée. Les clients ne peuvent pas s’adresser au Tribunal à l’étape de l’appel, mais ils peuvent assister à l’audience (à leurs propres frais). Peu importe la recommandation de l’avocat de demander ou non une audience d’appel, le client a le droit absolu (en l’absence de fraude ou de questions d’éthique) de demander à l’avocat d’aller de l’avant, s’il le souhaite.
Présenter une demande de réexamen
L’avocat discute de la possibilité de déposer une demande de réexamen. Les clients ne peuvent se prévaloir du recours à un réexamen de plein droit; les demandes de réexamen doivent être approuvées par le TACRA, ce qui ne se produit que dans des circonstances exceptionnelles.
Si, après avoir épuisé toutes ses options d’appel, un client demeure insatisfait, il peut (à ses propres frais) interjeter appel devant la Cour fédérale du Canada. À l’heure actuelle, le Bureau de services juridiques des pensions n'est pas habilité à représenter des clients devant cette instance. Les clients qui s’adressent à la Cour fédérale du Canada avec l’assistance de leur propre avocat du secteur privé doivent être conscients que cette instance n’a pas compétence pour imposer sa propre décision et accorder une pension ou une indemnité d’invalidité. La Cour examinera plutôt la manière dont le Tribunal des anciens combattants (révision et appel) a rendu sa décision. Si la Cour considère que la décision a été rendue de manière inappropriée (p. ex., le Tribunal a mal interprété la loi ou n’a pas convenablement tenu compte de la preuve présentée), elle peut informer le Tribunal de l’erreur commise et lui ordonner de réexaminer l’affaire (ne pas confondre avec la demande de réexamen mentionnée précédemment). À cette étape, le Bureau de services juridiques des pensions peut de nouveau représenter le client (gratuitement) devant le Tribunal alors que celui-ci réexamine la question.

## Aspects du processus qui sont le plus souvent contestés
Les aspects du processus qui sont le plus souvent contestés par les clients sont les suivants :
Admissibilité
L’admissibilité consiste à déterminer si un client a le droit à une prestation. L’aspect le plus problématique de l’admissibilité est de prouver que la maladie ou la blessure résulte du service dans les Forces armées canadiennes ou dans la Gendarmerie royale du Canada ou est directement liée à ce service. 
Évaluation
L’évaluation consiste à déterminer la gravité de la maladie ou de la blessure qui résulte du service ou y est directement liée. Cette évaluation permettra de déterminer le montant d’indemnisation que le client recevra.
Rétroactivité
La rétroactivité vise à déterminer jusqu’à quand devraient remonter les versements de prestation.

## Histoire et évolution
Avant la Confédération
Au Canada, le concept de l’indemnisation des vétérans a vu le jour avant même la Confédération, pour les soldats démobilisés de la Nouvelle-France et pour les soldats de la Révolution américaine, de la guerre de 1812 et de l’invasion des fenians. Des terres étaient distribuées à ces vétérans afin de les aider à se rajuster à la vie civile.
Les premières pensions d’invalidité ont été instaurées en 1866 pour indemniser davantage les miliciens blessés ou invalides à la suite de l’invasion hostile du Canada lors des raids fenians lancés à partir des États-Unis, ainsi que les veuves et les orphelins des soldats tués au combat. Ces prestations ont ensuite été accordées à ceux qui ont pris part à la répression de la Rébellion du Nord-Ouest de 1885. 
Première Guerre mondiale
La Première Guerre mondiale a exigé un niveau d’engagement plus élevé de la part du gouvernement, en raison de ses nombreuses victimes, du grand nombre de blessés et de la nécessité d’aider plus de 400 000 vétérans de retour au pays à se rajuster à la vie civile. La première initiative a vu le jour en 1915. Comme il n’existait aucun système de santé publique au Canada au début du XXe siècle, et pour faire face au nombre croissant de vétérans blessés qui rentraient au pays, le gouvernement du Canada a créé la Commission des hôpitaux militaires. Au cours du siècle qui a suivi la Première Guerre mondiale, de nouveaux programmes et services ont été ajoutés à la liste des ressources et avantages offerts aux vétérans. 
1919 – Le droit d’interjeter appel
Le premier droit d’interjeter appel accordé aux vétérans à l’égard des décisions concernant leur pension a été établi dans la Loi sur les pensions de 1919 selon laquelle, en vertu de l’article 18 [traduction] « deux commissaires ou plus doivent siéger aux fins de l’audition des appels interjetés par des demandeurs insatisfaits… 
1922 – Les racines du BPA - Commission royale chargée de faire enquête sur les pensions et le rétablissement
En 1922, la Commission royale chargée de faire enquête sur les pensions et le rétablissement fait remarquer : [traduction] « La plainte porte sur le fait qu’il a été jugé nécessaire que les demandeurs obtiennent l’intervention d’une tierce personne ou d’un organisme pour présenter leurs demandes. Des éléments de preuve montrent que lorsque la demande a été acceptée de façon intelligente et affirmée par une organisation, elle est accueillie après avoir été tout d’abord rejetée... »  Par conséquent, la Commission royale a recommandé ce qui suit [traduction]. 
« a)... les fonctionnaires devraient expliquer clairement et correctement aux demandeurs les principes en vertu desquels les pensions sont accordées, indiquer quels sont les éléments de preuve requis et, dans la mesure du possible, utiliser tout le personnel disponible pour aider le soldat à obtenir et à présenter cette information; b) que la nomination du conseiller officiel des soldats fasse l’objet d’une vaste publicité afin que les demandeurs et leurs amis portent automatiquement leurs cas directement à  lui et le considèrent comme le moyen le plus efficace pour communiquer » 
Le ministère du Rétablissement civil des soldats du gouvernement du Canada a accepté et mis en œuvre cette recommandation en 1923, avant même que la Commission royale ait terminé son travail. La Loi de 1923 sur le ministère du Rétablissement civil des soldats prévoyait ce qui suit : [traduction] « Section 7. Le gouverneur en conseil peut [...] nommer [...] un ex-membre des forces armées, connu sous le nom de conseiller officiel des soldats, dont les fonctions consisteront généralement à conseiller et à aider les anciens membres des forces armées en matière de rétablissement, de traitement et de pension... » 
1930 – Comité spécial sur les pensions et les problèmes des soldats de retour au pays
En 1930, le rôle du conseiller officiel des soldats a été officialisé à la suite de la recommandation du Comité spécial sur les pensions et les problèmes des soldats de retour au pays : [traduction] « ...l’autorisation devrait être donnée pour l’organisation d’un Bureau des anciens combattants doté d’avocats-conseils des pensions... Il incombera aux avocats conseils des pensions de préparer, au nom du demandeur, les documents qui devraient être soumis au Tribunal à l’appui de la demande... » 
Dans son rapport, le Comité a justifié la création du Bureau des anciens combattants : [traduction] « L’exigence la plus vitale et la plus fondamentale de tout plan de redressement était que des dispositions adéquates soient prises pour une préparation approfondie de chaque dossier. Les témoins [...] l’ont souligné, affirmant que, quel que soit le mécanisme judiciaire mis en place, la préparation du dossier aux fins d’examen par cette entité était au cœur de toute la question ».
Le Bureau des anciens combattants est entré en activité le 1er octobre 1930.
1932 – Comité spécial chargé d’enquêter sur les plaintes concernant l’application de la Loi sur les pensions
Bien que la création officielle d’un Bureau des anciens combattants en 1930 ait aidé les vétérans à mieux comprendre le processus de demande, elle n’a pas résolu tous les problèmes auxquels la Commission sur les pensions était confrontée. Le Comité spécial créé en 1932 pour enquêter sur les plaintes déposées par les organisations de vétérans a déclaré que « ... le travail du Conseil des commissaires aux pensions est sérieusement entravé, car il doit examiner des dossiers non préparés ou insuffisamment préparés... ». Jusqu’au 31 août 1931... plus de 10 pour cent avaient été renvoyés au Tribunal pour une nouvelle audience, le motif étant que l’affaire n’avait pas été présentée correctement... rien ne peut être accompli à moins que nous prenions des dispositions pour élargir et renforcer le Bureau des anciens combattants... ».
Par conséquent, en 1933, le rôle des avocats-conseils des pensions du Bureau des anciens combattants a été renforcé par la modification suivante (projet de loi 78) : [traduction] « Alinéa 10(g)(2). Les avocats conseils des pensions nommés à partir de maintenant seront, dans la mesure du possible, des avocats membres en règle du barreau de l’une des provinces du Canada. » L’exigence selon laquelle, dans la mesure du possible, les avocats-conseils des pensions doivent être des avocats visait à améliorer la qualité des dossiers présentés à la Commission sur les pensions. Il ne s’agissait pas d’établir une relation avocat client entre l’avocat et le vétéran. Cela se produira plus tard, en 1971, après d’autres réformes. 
Les années 1940 et la Seconde Guerre mondiale
Au milieu des années 1940, le Bureau des anciens combattants a continué d’aider les vétérans de la Seconde Guerre mondiale à préparer les demandes présentées en raison de leur service militaire pendant la Première Guerre mondiale.
1948 et 1960 – Gendarmerie royale du Canada
En 1948, le Bureau des anciens combattants a commencé à aider les membres de la GRC lorsque le ministère des Anciens Combattants a assumé la responsabilité de statuer sur les demandes de pension d’invalidité en vertu de la Loi sur la continuation des pensions de la Gendarmerie royale du Canada. 
Les services du BSJP à la GRC ont été élargis en 1960 avec l’adoption de la Loi sur la pension de retraite de la GRC, qui donnait au ministère des Anciens Combattants le pouvoir de statuer sur les prestations de soins de santé liées aux pensions pour la GRC également. 
1968 – Le Comité Wood, mandaté pour examiner la structure organisationnelle et les travaux de la Commission canadienne des pensions (CCP)
En 1968, le « Comité mandaté pour examiner la structure organisationnelle et les travaux de la Commission canadienne des pensions », mieux connu sous l’appellation de « Comité Woods », a présenté son rapport complet. Le rapport Woods et ses conséquences ont marqué un tournant décisif dans la politique des vétérans au Canada. Le Comité, dirigé par le juge Mervyn J. Woods de la Cour d’appel de la Saskatchewan, a formulé des recommandations qui ont amélioré et renforcé le Bureau de services juridiques des pensions. 

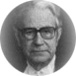
Le juge Mervyn J. Woods, président du Comité Woods

Il comprenait les mesures suivantes destinées à accroître la crédibilité et l’indépendance du Bureau :
- le changement de nom du Bureau des anciens combattants pour celui de Bureau de services juridiques des pensions,
- l’établissement du Bureau en tant qu’organisme distinct relevant directement du ministre des Anciens Combattants,
- l’exigence que tous les avocats-conseils du BSJP soient des avocats membres en règle du barreau d’une province ou d’un territoire du Canada,
- que le Bureau représente le vétéran, quel que soit le bien-fondé du dossier, si tel est le souhait du demandeur,
- que désormais les avocats-conseils fournissent aussi des « services de conseils » à leurs clients vétérans,
- et, surtout, l’établissement d’une relation avocat client entre le vétéran et son avocat du Bureau.

Ces recommandations et changements structurels ont été mis en œuvre en 1971. Ces changements ont eu une incidence majeure sur le rôle du Bureau : « Le rôle de l’avocat-conseil est unique. En effet, il est responsable d’aider le demandeur à obtenir une pension, et sa seule obligation envers son employeur (la Couronne) est qu’il doit faire de son mieux pour ce demandeur. Une personne qui demande une pension a le droit de s’attendre à ce que son avocat lui donne, sans frais, le même service auquel un demandeur aurait droit dans le cadre du droit civil. »
Parmi les recommandations du Comité Woods qui n’ont pas été adoptées par le gouvernement, mentionnons celle concernant le retrait de l’autorité relative à l’existence du Bureau de la Loi sur les pensions pour être placée dans une loi distincte. 
1983 – Déménagement à Charlottetown, Île-du-Prince-Édouard
Pendant la majeure partie des années 1970, le premier ministre Pierre Elliot Trudeau et son ministre des Anciens Combattants, Daniel J. MacDonald (député de Cardigan), ont décidé de décentraliser le gouvernement fédéral en transférant l’Administration centrale du Ministère d’Ottawa à Charlottetown, Î.-P.-É. Par conséquent, les premiers employés du Ministère à déménager sont arrivés à Charlottetown en juin 1979. En août 1983, l’Administration centrale du Bureau de services juridiques des pensions et son unité d’appel ont déménagé de l’Édifice commémoratif de l’Est à Ottawa à des locaux temporaires à Charlottetown, puis dans ses nouveaux bureaux permanents dans l’édifice Daniel J. MacDonald nouvellement construit en mai 1984. Le nouveau bâtiment, qui abrite 900 employés, a été inauguré officiellement le mois suivant. Il n’y avait jamais eu un tel déménagement dans l’histoire du gouvernement du Canada, et rien de semblable n’a été tenté depuis.
Réforme des pensions de 1995
L’initiative de réforme des pensions de 1995 visait à réduire le nombre d’organisations participant au processus des prestations aux vétérans, ce qui a permis de simplifier toute la structure et de la rendre plus efficace. Les changements suivants ont été apportés : 
Le statut d’organisme du BSJP a été révoqué et le Bureau a été intégré au nouveau ministère des *Anciens Combattants,
- le chef avocat-conseil des pensions du BSJP ne serait plus nommé par le gouverneur en conseil et deviendrait un *fonctionnaire public à part entière,
- Le BSJP ne s’occuperait plus d’aider les clients à présenter leur première demande et se concentrerait entièrement à représenter les clients qui interjettent appel des décisions d’ACC en matière de pensions devant le Tribunal des anciens combattants (révision et appel) nouvellement créé.

(Presque en même temps que ces initiatives de réforme des pensions, le droit du BSJP d’interjeter appel devant la Cour fédérale du Canada a été précisé par un avis juridique du ministère de la Justice qui le limitait aux questions d’interprétation de la Loi sur les pensions; le BSJP ne pouvait plus représenter de vétérans sur le plan individuel devant la Cour fédérale) 
La partie des ressources du BSJP consacrées à aider les vétérans à présenter leur première demande de prestations a été transférée du BSJP aux Services aux anciens combattants d’ACC (plus tard connue sous le nom de Secteur de la prestation des services), où des agents des pensions nouvellement nommés aidaient les vétérans à préparer et à présenter leur première demande aux arbitres des pensions, également au sein du Secteur de la prestation des services. (De plus, le ministère des Anciens Combattants est passé du simple versement des pensions accordées aux vétérans par la Commission canadienne des pensions à la prise de décision elle-même. Par ailleurs, la Commission canadienne des pensions, qui instruisait les appels de première instance et le Tribunal d’appel des anciens combattants, qui instruisait les appels de deuxième instance, ont été regroupés au sein du Tribunal des anciens combattants (révision et appel) alors nouvellement établi, qui est devenu un tribunal quasi judiciaire.) 
En plus d’aider les vétérans avec les appels jusqu’en 1995, les avocats du Bureau de services juridiques des pensions préparaient aussi toutes les premières demandes de pension d’invalidité et les présentaient à la Commission canadienne des pensions (CCP) au nom des vétérans. La CCP rendait alors sa décision, et le ministère des Anciens Combattants versait les pensions. Si un vétéran était insatisfait de la décision rendue par la CCP relativement à la première demande, il pouvait interjeter appel auprès de la Commission canadienne des pensions pour la faire réviser, en ayant recours à un avocat du BSJP. Si le vétéran était toujours insatisfait, il pouvait interjeter appel auprès du Tribunal des anciens combattants (révision et appel), encore une fois en bénéficiant de la représentation juridique d’un avocat du BSJP. 
À la suite de la réforme des pensions de 1995, le ministère des Anciens Combattants est devenu responsable de tous les programmes, services et avantages destinés aux vétérans, ainsi que du paiement des pensions. Le Bureau de services juridiques des pensions est devenu partie intégrante du Ministère et était uniquement responsable de représenter les clients devant le Tribunal des anciens combattants (révision et appel) nouvellement créé. 
2000 – Initiative sur la qualité de vie
En octobre 2000, le gouvernement fédéral a mis en œuvre un certain nombre d’initiatives pour contrer la perception de beaucoup de gens selon laquelle la qualité de vie d’un soldat moyen n’était pas ce qu’elle pouvait être. Par conséquent, le projet de loi C-41, qui permettait aux membres des Forces canadiennes de toucher une pension d’invalidité pendant qu’ils étaient encore en service, a été adopté. Ce a créé une catégorie entièrement nouvelle de clients admissibles augmentant ainsi considérablement la charge de travail du BSJP. 
2007 – L’initiative Avocats sans frontières
En 2007, le Bureau de services juridiques des pensions a fait l’objet d’une restructuration interne dans le cadre de l’initiative Avocats sans frontières. Il est passé d’une organisation de 15 cabinets d’avocats distincts d’un océan à l’autre, travaillant en vase clos, à un cabinet d’avocats national unique dont les bureaux partagent des processus opérationnels normalisés, coordonnant et distribuant équitablement les dossiers des clients dans tout le pays. Cette importante initiative a permis d’équilibrer la charge de travail du personnel du Bureau et les délais d’exécution pour les clients du Bureau.

## Évolution de la responsabilité à l'égard des anciens combattants
Ministère du rétablissement civil des soldats : 21 février, 1918 - 10 juin, 1928
Ministère des pensions et de la santé nationale : 11 juin, 1928 - 4 juillet, 1944 
Ministère des anciens combattants (Canada) : 1944 - présent

## Liste d'avocats en chef des pensions
Le poste d'avocat en chef des pensions a été créé le 1er octobre 1930 avec la création du Bureau des anciens combattants et, en 1971, son successeur, le Bureau de services juridiques des pensions.
| No.        | NOM                                                 | MANDAT           | NOTES |
| ---------- | --------------------------------------------------- | ---------------- | --- |
| 1          | Colonel Charles Beresford Topp, D.S.O., M.C.        | 1930 - 1943      | Devient le premier chef avocat-conseil des pensions avec la création du nouveau Bureau des anciens combattants en 1930; il est en service actif de 1940 à 1945 comme commandant au parc Lansdowne, à Ottawa, commandant de la 4e Brigade canadienne et de la 17e Brigade canadienne pendant la Seconde Guerre mondiale.                                                                                             |
| *          | E.V. Wilson                                         | 1943 - 1945      | *Poste par intérim lorsque Charles Beresford Topp était en service actif. |
| [1 suite]  | Colonel Charles Beresford Topp, C.B.E, D.S.O., M.C. | 1945 - 1955      | À ce jour, il a servi le plus longtemps comme chef avocat-conseil des pensions; vétéran de la Première et de la Seconde Guerre mondiale. |
| 2          | Brigadier P.E. Reynolds, E.D.                       | 1955 - 1969      | Il a été sous-chef avocat-conseil des pensions avant de devenir chef avocat-conseil des pensions; il a été nommé directeur des Services juridiques d’ACC en 1965 et a occupé les deux postes jusqu’en février 1969, lorsque les services juridiques ont été transférés au ministère de la Justice et que Reynolds a été transféré au ministère de la Justice.                                                       |
| *          | Donald Kinsey Ward                                  | 1969             | *Poste par intérim en attendant la nomination d’un nouveau chef avocat conseil des pensions après que P.E. Reynolds a été transféré au ministère de la Justice. |
| 3          | Donald Kinsey Ward, Q.C.                            | 1969 - 1977      | A occupé les postes de chef avocat-conseil des pensions par intérim et de sous-chef avocat-conseil des pensions avant de devenir lui-même chef avocat-conseil des pensions. Il a supervisé le Bureau des anciens combattants, qui est devenu le Bureau de services juridiques des pensions en 1971, l’établissement d’une relation avocat client et la création du BSJP à titre d’organisme de service indépendant. |
| 4          | Lloyd T. Aiken                                      | 1977 - 1982      | A été sous-chef avocat-conseil des pensions avant de devenir chef avocat conseil des pensions. |
| 5          | Lawrence M. "Chub" Hanway, M.C., E.D., C.D.         | 1982 - 1984      | A été sous-chef avocat-conseil des pensions avant de devenir chef avocat-conseil des pensions. |
| *          | Evan R. Elkin                                       | 1984 - 1985      | *Poste par intérim en attendant la nomination du nouveau chef avocat conseil des pensions après le départ à la retraite de L.M. Hanway. |
| 6          | André Lemieux                                       | 1985 - 1992      | A été sous-chef avocat-conseil des pensions avant de devenir chef avocat conseil des pensions. |
| 7          | Keith D. Bell                                       | 1992 - 1995      | Dernière nomination par le gouverneur en conseil. |
| *          | Evan Elkin                                          | 1995 - 1996      | *Poste par intérim en attendant la nomination du nouveau chef avocat-conseil des pensions après le départ de K.D. Bell. |
| 8          | Simon Coakeley                                      | 1996 - 2001      | Le chef avocat-conseil des pensions n’est plus nommé par le gouvernement en conseil et devient un fonctionnaire; a supervisé l’intégration du BSJP au sein du Ministère. |
| 9          | Rick MacLeod                                        | 2001 - 2004      | A été sous-chef avocat-conseil des pensions avant de devenir chef avocat conseil des pensions; le poste de sous-chef avocat-conseil des pensions a par la suite été aboli. |
| *          | Eric C. Marinacci                                   | 2004             | *Poste par intérim |
| [9 suite]  | Rick MacLeod                                        | 2004             | |
| *          | Eric C. Marinacci                                   | 2004             | *Poste par intérim en attendant la nomination du nouveau chef avocat-conseil des pensions après le départ R. MacLeod. |
| *          | Evan R. Elkin                                       | 2004 - 2005      | *Poste par intérim en attendant la nomination du nouveau chef avocat conseil des pensions. |
| 10         | Anthony Saez                                        | 2005 - 2009      | Le titre du poste a été remplacé par celui de directeur exécutif et chef avocat-conseil des pensions, dont la portée est plus large; a présenté le modèle de fonctionnement du programme Avocats sans frontières qui a regroupé le BSJP en un seul cabinet d’avocats national. |
| *          | Brian McKenna                                       | 2009 - 2010      | *Poste par intérim pendant que A. Saez était DG des Communications et DG des Ressources humaines. |
| *          | Charles Keliher                                     | 2010             | *Poste par intérim |
| *          | Brian McKenna                                       | 2010 - 2012      | *Poste par intérim pendant que A. Saez était DG des Communications et DG des Ressources humaines. |
| [10 suite] | Anthony Saez                                        | 2012 - titulaire | Il a été témoin du passage des clients vétérans de la Première Guerre mondiale, de la Seconde Guerre mondiale et de la guerre de Corée à des clients vétérans de la guerre du Golfe et de la guerre d’Afghanistan encore en service, entre autres. |